# Mohammed Marouazi
Mohammed Marouazi (en arabe: محمد مروازي; né le 28 juin 1973), est un acteur international, producteur, réalisateur et monteur de film. Membre de ACTRA Montréal, Canada . Gérant de la compagnie canadienne L'étoile du Canada pour la production audiovisuel   .

## Biographie
Mohammed Marouazi est lauréat de l'Institut supérieur d'art dramatique et d'animation culturelle (ISADAC) de Rabat, seule école d’art au Maroc. En 1996, en première année de l'ISADAC, il entame une carrière d'acteur dans Di cielo in cielo (De ciel en ciel) de Roberto Giannarelli. En 1998, il est à l'affiche d'Amour sans visa de Najib Sefrioui.
En 2000, il campe Hamid, un muezzin, dans Ali, Rabiaa et les Autres... de Ahmed Boulane.
Il joue le rôle d'Ali, frère de Mélanie Doutey, une jeune fille marocaine amoureuse d'Arnaud Binard (Nils) dans le film Leïla (Layla, the pure) du réalisateur danois Gabriel Axel.
En 2002, aux côtés de l'actrice tunisienne Houda Hamaoui (Juliette), il est Roméo dans la pièce Mala’îne Verona (Maudits à Vérone) écrite et mise en scène par Dominique Touzé d'après une adaptation en arabe littéraire sous-titré en français de Roméo et Juliette de Shakespeare au Wakan théâtre à Casablanca, Tunis, Annaba, Alger et Clermont-Ferrand.
En 2005, Mémoire en détention (Dakira Moatakala) de Jilali Ferhati est sélectionné au Cinémed de Montpellier.
En 2007, il interprète Driss dans Rih lbhar (Parfum de Mer), le second long-métrage d'Abdelhaï Laraki avec Saadia Ladib (Naïma).
Il joue Bachir dans Petits Secrets et Gros Mensonges de Laurence Katrian avec Michèle Laroque (Isabelle Delambre, rédactrice en chef) et Thierry Neuvic (Max Ronsac, propriétaire de l'hôtel marocain) sur TF1.
Il est à l'affiche d'Argana de Hassan Rhanja.
En 2011, il rejoint Les cinq saisons de la réalisatrice Sanaa Akroud.
Entre Ombres et lumières des ruelles du ksar Hassani (château) de sable et d'argile, le réalisateur suit le guide La3far avant que les murs s'effondrent sous les pluies de la région Errachidia. Son film est sélectionné au 11e festival de Martil.
En 2012, il joue le rôle du capitaine Layl dans L'Étranger (Al Gharib) de Layla Triqui avec Rabii Kati (Nirane) et Farida Bouazzaoui (Yara qui préfère Layl) sur Al Aoula. La série remporte le 2e prix des concours télévisuels principaux section historique du festival de l'Arab States Broadcasting Union (ASBU).
En 2013, Mohammed Marouazi et Sanaa Akroud se retrouvent dans le film dramatique 3orss Eddib (عرس الذيب, Les noces du loup), le second film de la réalisatrice pour 2M. Dans un grand riad au haut plafond d'une médina, sur fond de résistance aux colons des années 1950, il interprète Sidi Smail qui épouse Sanaa Akroud (El Kamla en caftan bleu), une veuve qui ne croit pas qu'elle a aussi perdu son bébé Driss.
En tant que réalisateur, il dirige Sanaâ Akroud (سناء عكرود) pour son rôle de Meriem dans L'appât avec Aziz Hattab, Yassine Hajjam et Hamadi Ammour.
En 2015, il est producteur chez Atlantide Ciné.
Dans un conte en الدارجة (Darija) personnifié par Said Ait Bajja, Youssef Msika, Hasna Tamtaoui et Mustapha Khalili, Marouazi est monteur du film Khnifist R'mad (خنيفيسة الرماد, Le scarabée des cendres), le premier long-métrage de Sanaa Akroud (Nejma), la jeune femme du peuple face à Amine Ennaji (Moulay El Ghali, sultan de Hmamt Laqssour).

## Filmographie

### Acteur

#### Longs métrages
- 1996 : Di cielo in cielo (De ciel en ciel) de Roberto Giannarelli, Italie
- 1997 : Les amies d’hier de Hassan Benjalloun, Maroc
- 1998 : Amour sans visa de Najib Sefrioui, Maroc
- 1998 : Le Harem de Madame Osman de Nader Moknech, France.
- 2000 : Leïla de Gabriel Axel, Danemark / France : Ali
- 2000 : Ali, Rabiaa et les Autres... de Ahmed Boulane.
- 2001 : Le spectre de Nizar de Kamal Kamal, Maroc
- 2002 : Face à Face de Abdelkader Lagtaâ, France/Maroc
- 2002 : Il bambino di betleheme de Umberto Marino, Italie, Rai Uno.
- 2003 : L'Adieu de François Luciani, France
- 2004 : Mémoire en détention de Jilali Ferhati, Maroc
- 2006 : Ailes brisées de Majid Rchich, Maroc
- 2007 : Argana de Hassan Rhanja, Maroc
- 2007 : Cœurs brûlés de Ahmed Manouni, Maroc
- 2007 : Rih lbhar (Parfum de Mer) de Abdelhaï Laraki, Maroc : Driss
- 2012 : L'enfant Cheikh de Hamid Bennani, Maroc
- 2014 : Al Houdoud de Farida Benlyazid, Cinételema, Maroc

#### Courts métrages
- 2001 : La Rive des muets de Narjiss Nejjar
- 2006 : Message reçu de Othman Naciri
- 2011 : The Mother d'Abdel Illah Zirat

#### Télévision

##### Séries
- 1999 : Aoualad Ennass de Farida Bourquia, Les honnêtes gens, Maroc
- 2000 : Douaer Ezzamane de Farida Bourquia, Les aléas du temps, Maroc
- 2009 : L'Étranger de Layla Triqui, feuilleton de trente-deux épisodes, Maroc
- 2011 : Kaboul Kitchen, Canal+, France
- 2018 : Jack Ryan, série créée par Carlton Cuse et Graham Roland, réalisée par Morten Tyldum, États-Unis : Yemeni PSO Captain (saison 1, épisode 1 : Pilot)
- 2019 : Blood & Treasure de Marc Webb, Columbia Broadcasting System, États-Unis
- 2020 : Toute la vie  produite par La Radio Du Canada . réalisé par Jean-Philippe Duval

##### Téléfilms
- 2002 : Le Papillon noir de Hassan Ghonja; Produit par 2M TV .
- 2002 : Le journal de Wardia de Mohamed Hassini
- 2003 : Dilemme de Rchich Majid ; Produit par 2M TV .
- 2004 : Poursuite de Layla Triqui et, en 2003, Jabaroute
- 2005 : Déchirure de Saâd Chraïbi et, en 2002, L'affaire Sarah. T
- 2007 : Les Eaux Noires de laglaii Abdessalam/ Produit par 2M TV .
- 2007 : Soleil couchant de Jilali Ferhti et, 2007, Rass el kheit. Produit par 2M TV .
- 2007 : Petits Secrets et Gros Mensonges de Laurence Katrian, TF1 : Bachir
- 2008: Mi taja de Abdelhay liraki . Premier rôle . Produit par 2M TV .
- 2011 : Les cinq saisons de Sanaâ Akroud
- 2012 : L'Étranger (Al Gharib) de Layla Triqui, série épique de trente-quatre épisodes sur Al Aoula : Capitaine Layl
- 2013 : 3orss Eddib (عرس الذيب, Les noces du loup) de Sanaâ Akroud : Sidi Smail
- 2014 : Toile d'araignée de Abdelhaï Laraki , Produit par 2M TV .
- 2015: Les loups ne dorment jamais, de Hicham el Jebari , Premier Rôle. Produit par al Oula TV .

#### Théâtre
- 1995 : Tartuffe de Molière, Université Med V., d’après une adaptation de Taib El Alj, mise en scène par Hassan Behraoui, Maroc : Tartuffe
- 1996 : Parlons de la mort de Bouchra Ijork, mis en scène par l'auteur, Maroc
- 1997 : Douze hommes en colère de Reginald Rose, mise en scène par Francis de Bruyn, Belgique : no 12
- 1998 : Le Pain nu de Bouchra Ijork d'après le roman de Mohamed Choukri, Maroc : Mohamed Choukri
- 1999 : La Balade du Grand Macabre de Michel de Ghelderode, mise en scène de Véronique Leyens et Layla Triqui, Belgique et Maroc : le marionnettiste
- 1999 : Tabataba de Bernard-Marie Koltès, mise en scène Issam El Yousfi, Maroc : Petit Abou
- 2000 : Le coffre, pièce inspirée de quatre textes de l’écrivain russe Daniil Harms ( Даниил Хармс), mise en scène de Layla Triqui, Maroc
- 2002 : Maudits à Vérone d'après Roméo et Juliette de Shakespeare, Wakan Théâtre, Clermont-Ferrand, France, mise en scène de Dominique Touzé : Roméo
- 2008 : Sanaa wa dajaja (Sanaa et sa poule), spectacle théâtrale de chant et de danse pour enfant mis en scène par Mohammed Marouazi

### Assistanat à la réalisation
Il est 1er assistant à la réalisation dans :
- 2000 : Ali, Rabiaa et les Autres..., long métrage marocain de Ahmed Boulane.
- 2001 : Chapelet…, court métrage de Layla Triqui.
- 2002 : Le journal de wardia, téléfilm de Med Hassini, Maroc.
- 2004 : Sang d’encre, court métrage de Layla Triqui.

### Réalisateur Producteur
- 2010 : Ombres et lumières, documentaire sur le ksar (château) Hassani
- 2011 : La Baraka en héritage avec Zehra Hanane (Hajja), Mohammed Bestaoui (l'avocat), les frères Yassine Ahjam (Farid) et Morad Zaoui (Said), Hamid Najah (le vieux), MJS
- 2011 : Un plan… fixe avec Hamid Najah (Isaac), Ben Aissa El jirari, Action TV
- 2012 : Plus qu'une vie, quinze minutes, Atlantide Ciné
- 2013 : L'appât avec Sanaâ Akroud (Meriem), Aziz Hattab, Yassine Hajjam, Hamadi Ammour

### Producteur
- 2003 : Tyrannie Jabaroute
- 2005 : Poursuite

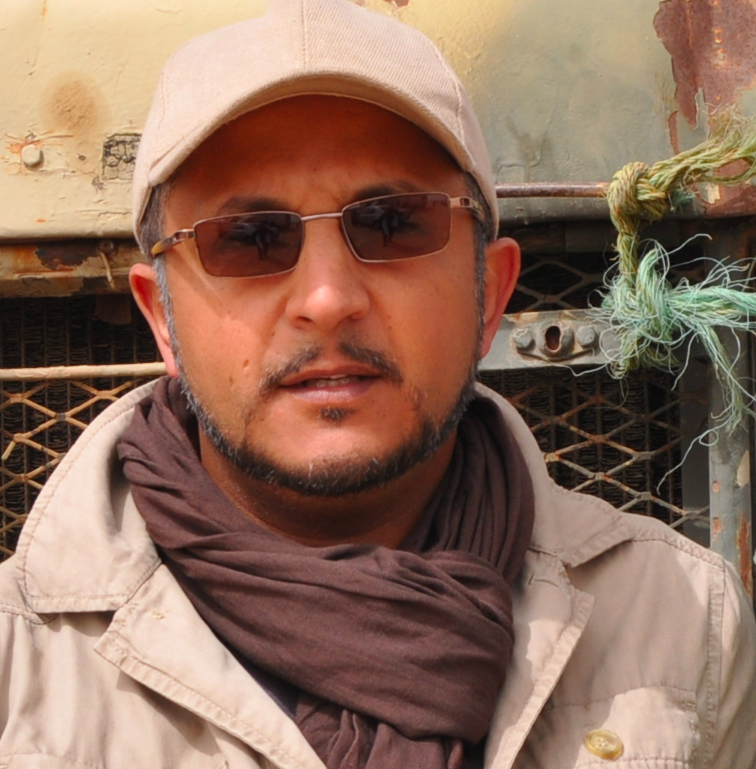
Mohammed Marouazi

- 2006 : libre adaptation du Voleur de Bicyclette de Moul Bichkklit
- 2013 : 3orss Eddib (عرس الذيب, Les noces du loup) de Sanaâ Akroud
- 2015 : Khnifist R'mad (خنيفيسة الرماد, Le scarabée des cendres) de Sanaâ Akroud, Atlantide Ciné

## Jury
- 2001 : 2e édition du festival « Jamour », compétition consacrée à la production télévisuelle marocaine
- 2002 : 2e édition du festival international du film de Marrakech, section court métrage
- 2003 : 1er édition du festival « Lumière » de Safi

## Récompenses
- 2012 : 2e prix des concours télévisuels principaux historiques du festival de l'Arab States Broadcasting Union (ASBU) à Al Gharib (L'Étranger) de Layla Triqui, SNTR.